# Sebastián Chiola
Sebastián Chiola (Rosario, 5 maggio 1902 – Rosario, 7 febbraio 1950) è stato un attore argentino.

## Biografia
Nel 1945 vinse il Silver Condor Award come miglior attore non protagonista per la sua interpretazione nel thriller The Corpse Breaks a Date (1944).

## Filmografia parziale
- Palermo (1937)
- La fuga (1937)
- Il fuorilegge (1939)
- Con el dedo en el gatillo (1940)
- Historia de una noche (1941)
- Vidas Marcadas (1942)
- La guerra gaucha (1942)
- Una casa di bambola (1943)
- Gold in the Hand (1943)
- Viaje sin regreso (1946)
- Difficilmente un criminale (1949)